# Halk Bankası Spor Kulübü 2018-2019 (pallavolo femminile)
Questa voce raccoglie le informazioni riguardanti l'Halk Bankası Spor Kulübü nelle competizioni ufficiali della stagione 2018-2019.

## Organigramma societario
Area direttiva
- Presidente: Selahattin Süleymanoğlu

Area tecnica
- Allenatore: Cengiz Akarçeşme (fino a dicembre), Haktan Balin (da dicembre fino a gennaio), Barbaros Çelenk (da gennaio)
- Allenatore in seconda: Büşra Dikmen
- Assistente allenatore: Alper Burak
- Scoutman: Ali Rıza Metin

## Rosa
| N° | Nome                | Ruolo | Data di nascita   | Nazionalità sportiva |
| -- | ------------------- | ----- | ----------------- | -------------------- |
| 1  | Liannes Castañeda   | O     | 18 ottobre 1986   | Cuba                 |
| 2  | Ceyda Durukan       | C     | 8 aprile 1994     | Turchia              |
| 3  | Aslı Koçoğlu        | P     | 2 ottobre 2000    | Turchia              |
| 4  | Aysun Aygör         | S     | 21 settembre 2001 | Turchia              |
| 5  | Simge Yalçın        | P     | 28 aprile 1995    | Turchia              |
| 6  | Derya Çayırgan      | L     | 9 ottobre 1987    | Turchia              |
| 7  | Ada Germen          | S     | 24 giugno 1997    | Turchia              |
| 8  | Eylül Akarçeşme     | L     | 1º ottobre 1999   | Turchia              |
| 9  | Asena Seyli         | S     | 25 agosto 1995    | Turchia              |
| 10 | Fulden Ural         | S     | 3 gennaio 1991    | Turchia              |
| 11 | Aslıhan Kılıç       | P     | 21 aprile 1998    | Turchia              |
| 12 | Hande Şimşek        | C     | 4 luglio 1995     | Turchia              |
| 13 | Rosanna Giel        | C     | 10 giugno 1992    | Cuba                 |
| 14 | Nia Reed            | S     | 27 giugno 1996    | Stati Uniti          |
| 15 | Nazlıcan Özkan      | L     | 27 marzo 2002     | Turchia              |
| 16 | Ezgi Karabulut      | L     | 8 agosto 2003     | Turchia              |
| 17 | Tutku Yüzgenç       | O     | 15 gennaio 1999   | Turchia              |
| 18 | Gülece Güder        | P     | 21 gennaio 1992   | Turchia              |
| 18 | Strašimira Filipova | C     | 18 agosto 1985    | Bulgaria             |
| 19 | Duygu Doğan         | C     | 8 settembre 1998  | Turchia              |
| 20 | Sara Sakradžija     | S     | 25 marzo 1994     | Serbia               |
| 20 | Büşra Kaya          | C     | 2002              | Turchia              |

## Risultati

### Sultanlar Ligi

#### Girone di andata
| 1ª giornata - 3 novembre 2018 Başkent Voleybol Salonu, Ankara          | Halkbank    | 1 - 3 | Beylikdüzü Vİ     | 25-23, 16-25, 9-25, 18-25         |
| 2ª giornata - 6 novembre 2018 Eczacıbaşı Spor Salonu, Istanbul         | Eczacıbaşı  | 3 - 0 | Halkbank          | 25-12, 25-10, 25-17               |
| 3ª giornata - 10 novembre 2018 Başkent Voleybol Salonu, Ankara         | Halkbank    | 0 - 3 | Türk Hava Yolları | 23-25, 21-25, 17-25               |
| 4ª giornata - 13 novembre 2018 Anafartalar Spor Salonu, Çanakkale      | Çanakkale   | 3 - 0 | Halkbank          | 25-21, 25-21, 27-25               |
| 5ª giornata - 17 novembre 2018 Başkent Voleybol Salonu, Ankara         | Halkbank    | 0 - 3 | Karayolları       | 24-26, 23-25, 27-29               |
| 6ª giornata - 24 novembre 2018 Burhan Felek Spor Salonu, Istanbul      | Beşiktaş    | 3 - 1 | Halkbank          | 28-26, 15-25, 25-21, 25-20        |
| 7ª giornata - 29 novembre 2018 Başkent Voleybol Salonu, Ankara         | Halkbank    | 0 - 3 | VakıfBank         | 18-25, 12-25, 21-25               |
| 8ª giornata - 8 dicembre 2018 Burhan Felek Spor Salonu, Istanbul       | Galatasaray | 3 - 0 | Halkbank          | 25-19, 25-19, 25-11               |
| 9ª giornata - 15 dicembre 2018 Başkent Voleybol Salonu, Ankara         | Halkbank    | 0 - 3 | Aydın BB          | 23-25, 21-25, 20-25               |
| 10ª giornata - 22 dicembre 2018 Cengiz Göllü Kapalı Spor Salonu, Bursa | Nilüfer     | 3 - 2 | Halkbank          | 23-25, 25-19, 19-25, 25-22, 18-16 |
| 11ª giornata - 24 dicembre 2018 Burhan Felek Spor Salonu, Istanbul     | Fenerbahçe  | 3 - 0 | Halkbank          | 25-12, 25-12, 25-17               |

#### Girone di ritorno
| 12ª giornata - 13 gennaio 2019 Beylikdüzü Spor Salonu, Istanbul       | Beylikdüzü Vİ     | 3 - 1 | Halkbank    | 25-19, 25-22, 23-25, 26-24        |
| 13ª giornata - 16 gennaio 2019 Başkent Voleybol Salonu, Ankara        | Halkbank          | 0 - 3 | Eczacıbaşı  | 14-25, 15-25, 15-25               |
| 14ª giornata - 20 gennaio 2019 Burhan Felek Spor Salonu, Istanbul     | Türk Hava Yolları | 3 - 1 | Halkbank    | 25-17, 25-17, 23-25, 25-23        |
| 15ª giornata - 27 gennaio 2019 Başkent Voleybol Salonu, Ankara        | Halkbank          | 1 - 3 | Çanakkale   | 21-25, 25-17, 21-25, 19-25        |
| 16ª giornata - 30 gennaio 2019 Başkent Voleybol Salonu, Ankara        | Karayolları       | 3 - 2 | Halkbank    | 16-25, 27-25, 22-25, 25-18, 15-11 |
| 17ª giornata - 3 febbraio 2019 Başkent Voleybol Salonu, Ankara        | Halkbank          | 1 - 3 | Beşiktaş    | 18-25, 22-25, 25-20, 28-30        |
| 18ª giornata - 10 febbraio 2019 VakıfBank Spor Sarayı, Istanbul       | VakıfBank         | 3 - 0 | Halkbank    | 25-19, 25-16, 25-16               |
| 19ª giornata - 17 febbraio 2019 Başkent Voleybol Salonu, Ankara       | Halkbank          | 1 - 3 | Galatasaray | 30-32, 20-25, 25-20, 28-30        |
| 20ª giornata - 23 febbraio 2019 Mimar Sinan Kapalı Spor Salonu, Aydın | Aydın BB          | 3 - 0 | Halkbank    | 25-20, 26-24, 25-19               |
| 21ª giornata - 2 marzo 2019 Başkent Voleybol Salonu, Ankara           | Halkbank          | 2 - 3 | Nilüfer     | 18-25, 25-19, 19-25, 25-19, 8-15  |
| 22ª giornata - 9 marzo 2019 Başkent Voleybol Salonu, Ankara           | Halkbank          | 0 - 3 | Fenerbahçe  | 19-25, 20-25, 19-25               |

#### Play-out
| 1ª giornata - 6 aprile 2019 Cengiz Göllü Kapalı Spor Salonu, Bursa  | Karayolları | 3 - 0 | Halkbank    | 25-22, 25-22, 25-18               |
| 2ª giornata - 7 aprile 2019 Cengiz Göllü Kapalı Spor Salonu, Bursa  | Halkbank    | 1 - 3 | Aydın BB    | 18-25, 25-17, 20-25, 14-25        |
| 3ª giornata - 8 aprile 2019 Cengiz Göllü Kapalı Spor Salonu, Bursa  | Çanakkale   | 3 - 0 | Halkbank    | 25-16, 25-15, 25-21               |
| 4ª giornata - 16 aprile 2019 Cengiz Göllü Kapalı Spor Salonu, Bursa | Halkbank    | 3 - 2 | Karayolları | 25-23, 22-25, 20-25, 27-25, 15-13 |
| 5ª giornata - 17 aprile 2019 Cengiz Göllü Kapalı Spor Salonu, Bursa | Aydın BB    | 3 - 2 | Halkbank    | 25-22, 19-25, 28-30, 25-23, 15-8  |
| 6ª giornata - 18 aprile 2019 Cengiz Göllü Kapalı Spor Salonu, Bursa | Halkbank    | 1 - 3 | Çanakkale   | 17-25, 15-25, 25-19, 20-25        |

### Coppa di Turchia

#### Fase a eliminazione diretta
| Ottavi di finale (andata) - 4 gennaio 2019 Başkent Voleybol Salonu, Ankara     | Halkbank          | 0 - 3 | Türk Hava Yolları | 16-25, 18-25, 19-25        |
| Ottavi di finale (ritorno) - 7 gennaio 2019 Burhan Felek Spor Salonu, Istanbul | Türk Hava Yolları | 3 - 1 | Halkbank          | 17-25, 25-22, 25-22, 25-23 |

## Statistiche

### Statistiche di squadra
| Competizione     | Punti | In casa | In casa | In casa | In trasferta | In trasferta | In trasferta | Totale | Totale | Totale |
| Competizione     | Punti | G       | V       | P       | G            | V            | P            | G      | V      | P      |
| ---------------- | ----- | ------- | ------- | ------- | ------------ | ------------ | ------------ | ------ | ------ | ------ |
| Sultanlar Ligi   | 8,08  | 11      | 0       | 11      | 11           | 0            | 11           | 28     | 1      | 27     |
| Coppa di Turchia | -     | 1       | 0       | 1       | 1            | 0            | 1            | 2      | 0      | 2      |
| Totale           | -     | 12      | 0       | 12      | 12           | 0            | 12           | 30     | 1      | 29     |

G = partite giocate; V = partite vinte; P = partite perse

### Statistiche dei giocatori
| Giocatore     | Campionato | Campionato | Campionato | Campionato | Campionato | Coppa di Turchia | Coppa di Turchia | Coppa di Turchia | Coppa di Turchia | Coppa di Turchia | Totale | Totale | Totale | Totale | Totale |
| Giocatore     | P          | PT         | AV         | MV         | BV         | P                | PT               | AV               | MV               | BV               | P      | PT     | AV     | MV     | BV     |
| ------------- | ---------- | ---------- | ---------- | ---------- | ---------- | ---------------- | ---------------- | ---------------- | ---------------- | ---------------- | ------ | ------ | ------ | ------ | ------ |
| E. Akarçeşme  | 22         | 1          | 1          | 0          | 0          | 1                | 0                | 0                | 0                | 0                | 23     | 1      | 1      | 0      | 0      |
| A. Aygör      | 13         | 48         | 41         | 4          | 3          | -                | -                | -                | -                | -                | 13     | 48     | 41     | 4      | 3      |
| L. Castañeda  | 24         | 272        | 259        | 7          | 6          | 2                | 39               | 32               | 6                | 1                | 26     | 311    | 291    | 13     | 7      |
| D. Çayırgan   | 14         | 0          | 0          | 0          | 0          | 2                | 0                | 0                | 0                | 0                | 16     | 0      | 0      | 0      | 0      |
| D. Doğan      | 12         | 6          | 0          | 2          | 4          | 2                | 1                | 0                | 0                | 1                | 14     | 7      | 0      | 2      | 5      |
| C. Durukan    | 10         | 32         | 19         | 9          | 4          | 0                | 0                | 0                | 0                | 0                | 10     | 32     | 19     | 9      | 4      |
| S. Filipova   | 17         | 187        | 147        | 33         | 7          | -                | -                | -                | -                | -                | 17     | 187    | 147    | 33     | 7      |
| A. Germen     | 28         | 140        | 109        | 8          | 23         | 2                | 15               | 13               | 0                | 2                | 30     | 155    | 122    | 8      | 25     |
| R. Giel       | 28         | 256        | 194        | 51         | 11         | 2                | 13               | 12               | 1                | 0                | 30     | 269    | 206    | 52     | 11     |
| G. Güder      | 5          | 2          | 1          | 1          | 0          | 0                | 0                | 0                | 0                | 0                | 5      | 2      | 1      | 1      | 0      |
| E. Karabulut  | 0          | 0          | 0          | 0          | 0          | -                | -                | -                | -                | -                | 0      | 0      | 0      | 0      | 0      |
| B. Kaya       | 1          | 0          | 0          | 0          | 0          | -                | -                | -                | -                | -                | 1      | 0      | 0      | 0      | 0      |
| A. Kılıç      | 27         | 60         | 21         | 12         | 27         | 0                | 0                | 0                | 0                | 0                | 27     | 60     | 21     | 12     | 27     |
| A. Koçoğlu    | 10         | 8          | 2          | 0          | 6          | -                | -                | -                | -                | -                | 10     | 8      | 2      | 0      | 6      |
| N. Özkan      | 1          | 0          | 0          | 0          | 0          | -                | -                | -                | -                | -                | 1      | 0      | 0      | 0      | 0      |
| N. Reed       | 17         | 152        | 119        | 23         | 10         | -                | -                | -                | -                | -                | 17     | 152    | 119    | 23     | 10     |
| S. Sakradžija | 10         | 53         | 46         | 5          | 2          | 0                | 0                | 0                | 0                | 0                | 10     | 53     | 46     | 5      | 2      |
| A. Seyli      | 16         | 22         | 18         | 2          | 2          | 2                | 11               | 10               | 0                | 1                | 18     | 33     | 28     | 2      | 3      |
| H. Şimşek     | 13         | 45         | 29         | 9          | 7          | 2                | 17               | 9                | 7                | 1                | 15     | 62     | 38     | 16     | 8      |
| F. Ural       | 15         | 129        | 108        | 8          | 13         | 0                | 0                | 0                | 0                | 0                | 15     | 129    | 108    | 8      | 13     |
| S. Yalçın     | 10         | 9          | 4          | 4          | 1          | 2                | 3                | 2                | 1                | 0                | 12     | 12     | 6      | 5      | 1      |
| T. Yüzgenç    | 9          | 71         | 62         | 5          | 4          | 0                | 0                | 0                | 0                | 0                | 9      | 71     | 62     | 5      | 4      |

P = presenze; PT = punti totali; AV = attacchi vincenti; MV = muri vincenti; BV = battute vincenti